# 테셀레이션

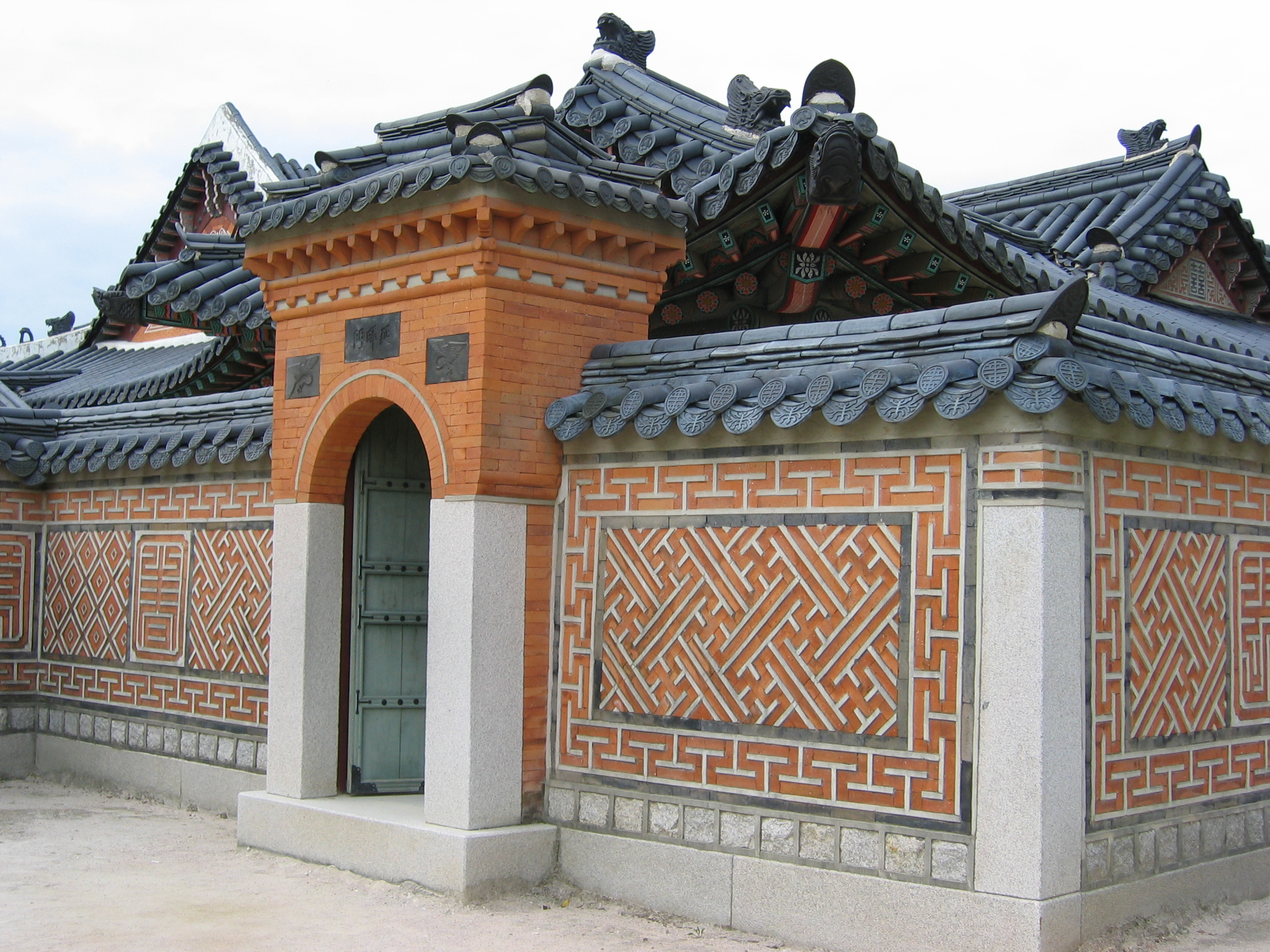
경복궁 벽돌에 나타난 테셀레이션

테셀레이션(영어: tessellation)은 타일(tile)이라는 도형으로 겹치지 않으면서 빈틈없게 공간을 채우는 것이다. 쪽매맞춤, 쪽매붙임 또는 타일링(영어: tiling)이라고도 한다. 테셀레이션에서는 보통 도형을 밀거나(평행 이동) 돌리고(회전 이동) 뒤집을(대칭 이동) 수 있다. 테셀레이션은 주로 평면을 채우지만 경우에 따라 모든 차원이나 공간으로도 일반화할 수 있으며, 둘 이상의 도형을 사용할 수도 있다.
주기적 타일링은 반복되는 기본 단위가 있다. 그 중 한 가지 정다각형으로 채운 정규 타일링, 두 개 이상의 정다각형으로 채웠지만 각 꼭짓점에 모인 배치가 같은 준정규 타일링이 특수한 경우이다. 주기적인 테셀레이션으로 만들어진 패턴은 17개의 벽지군으로 분류할 수 있다. 반복되는 기본 단위가 없으면 비주기적 타일링이라고 하는데, 기본 단위를 반복할 수 없는 타일들을 쓴다. 공간 테셀레이션은 3차 이상의 더 높은 차원에서 테셀레이션을 정의한 것이며, 공간 채움 도형이나 벌집이라고도 한다.
세라믹 타일처럼 실생활에서도 테셀레이션을 찾아볼 수 있다. 무늬가 있는 장식으로 쓰이기도 하며, 벽, 천장 또는 길을 내구성이 좋고 방수가 되도록 타일로 덮기도 한다. 역사적으로 테셀레이션은 고대 로마와 이슬람 예술에 쓰였으며, 모로코 건축과 알람브라 궁전도 유명하다. 20세기에 화가 에셔가 유클리드 평면과 쌍곡 평면에서 테셀레이션을 자주 사용한 것으로 잘 알려져 있다. 테셀레이션은 장식적인 효과를 내려고 퀼트에서 쓰이기도 하고, 벌집의 정육각형 타일링처럼 자연의 무늬에서도 볼 수 있다.

## 역사

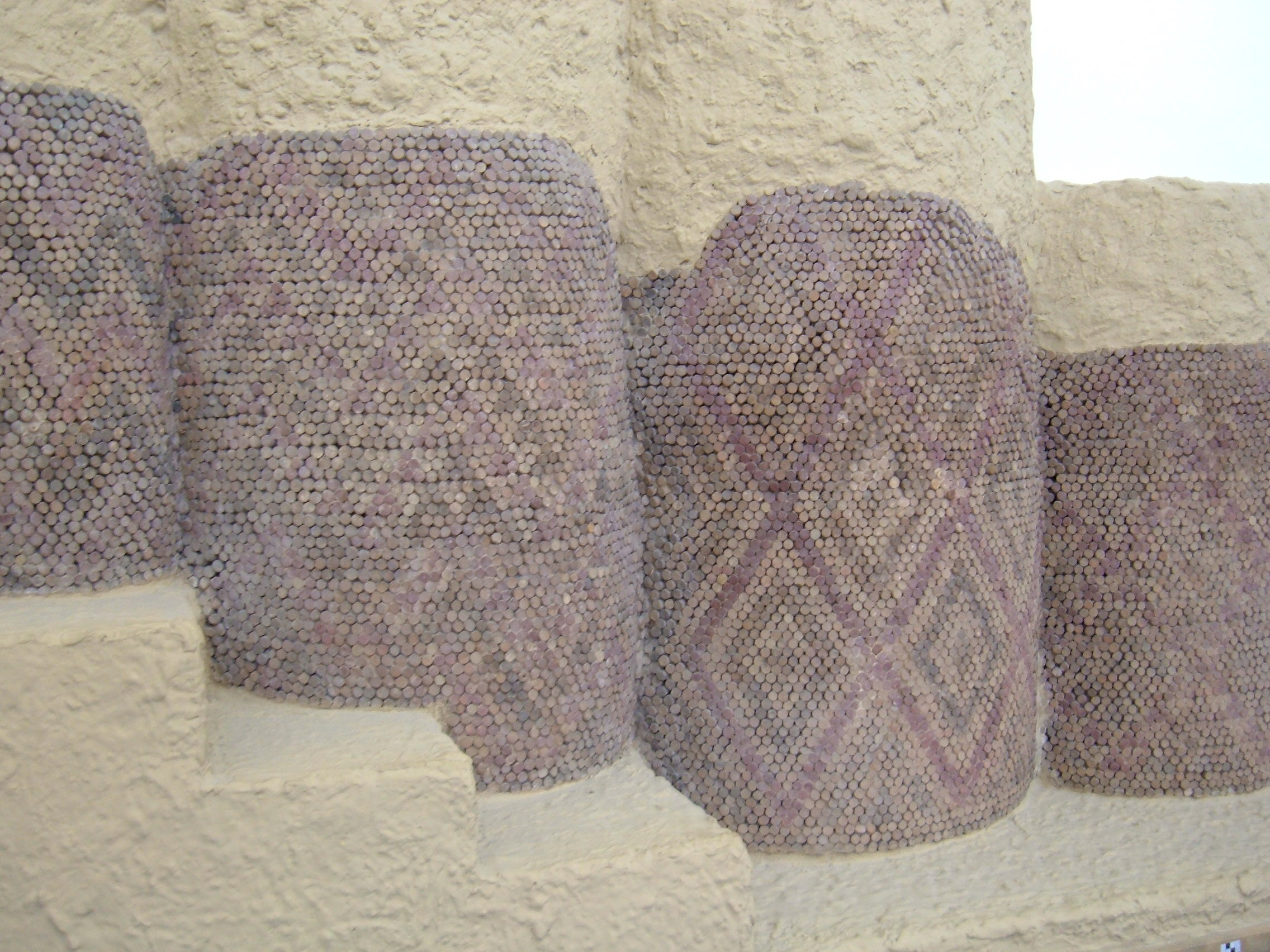
우루크 4세의 고대 수메르 도시에 있는 신전 모자이크(3400-3100 BC)는 색칠된 타일로 테셀레이션 무늬를 나타냈다.

테셀레이션은 수메르인이 기원전 약 4000년에 점토 타일의 패턴으로 건물 벽을 장식할 때 사용했다.
테세라(tessera)라는 작은 사각형 모자이크 장식 테셀레이션은 고전 고대에서 널리 쓰였는데, 기하학적 무늬가 있기도 했다.
1619년 수학자이자 천문학자인 요하네스 케플러는 테셀레이션을 연구한 문헌을 남겼다. 책 《세계의 조화》에서 정규와 준정규 타일링에 대해 글을 남겼으며, 최초로 벌집과 눈송이에 있는 육각형 구조를 연구하고 설명했다.

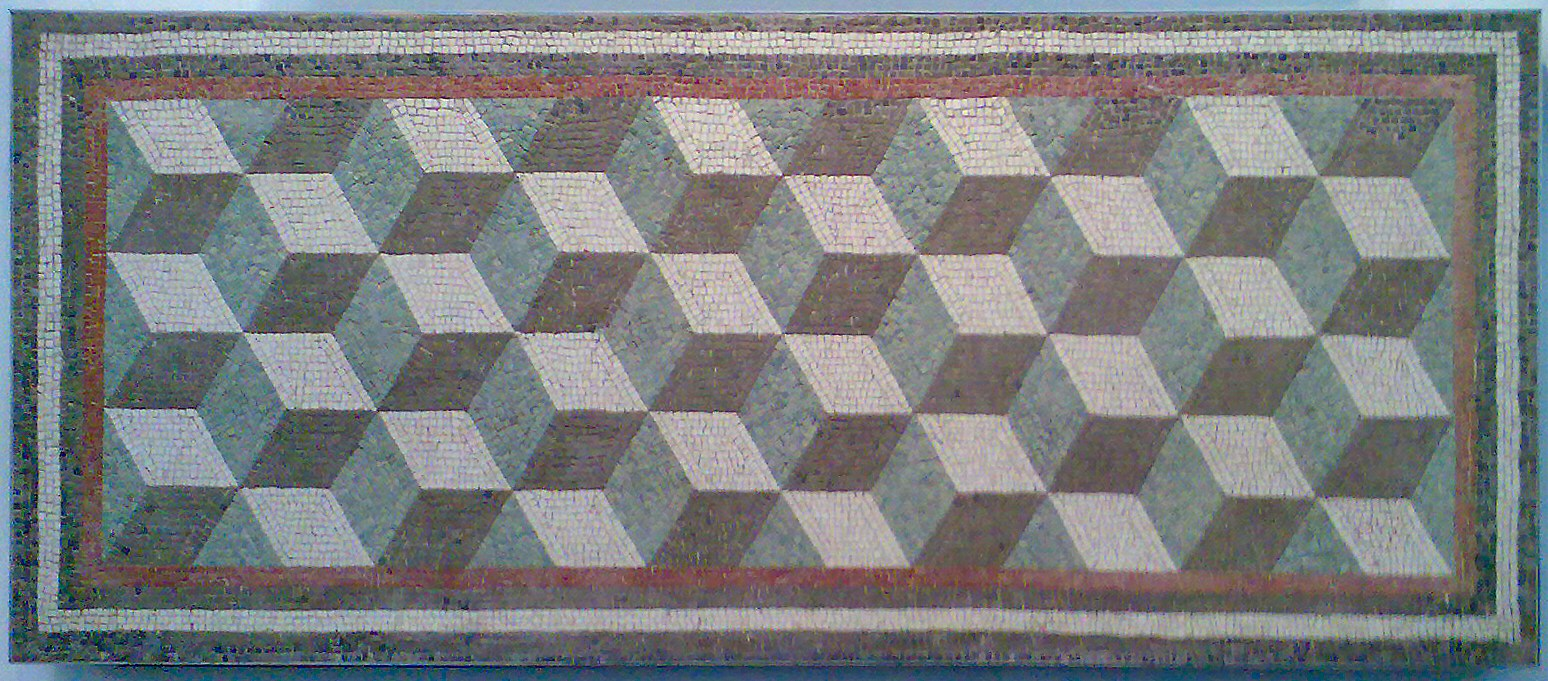
로마의 기하학적 모자이크

약 200년 후 1891년, 러시아의 결정학자 에브그라프 페도로프는 평면의 모든 주기적 테셀레이션을 17가지의 대칭군인 평면의 결정군으로 분류할 수 있다는 것을 증명했다. 페도로프의 업적은 테셀레이션의 수학적 연구의 시작을 열었다. 알렉세이 바실리에비치 슈브니코프와 니콜라이 바실리에비치 벨로프 (1964), 하인리히 헤시와 오토 키엔즐레 (1963)도 테셀레이션에 크게 기여했다.

### 어원
라틴어에서 'tessela'는 모자이크를 만들 때 쓰이는 작은 점토, 돌, 유리 조각을 말한다. 'tessella'라는 단어는 작은 사각형을 말한다. 사각형이라는 뜻의 'tessera'에서 유래했으며, 이는 그리스어로 넷을 뜻하는 τέσσερα에서 파생되었다. 이것은 일상 용어 '타일링'과도 대응되는데, 유약으로 구운 점토로 테셀레이션을 적용한 것이다.

## 개요

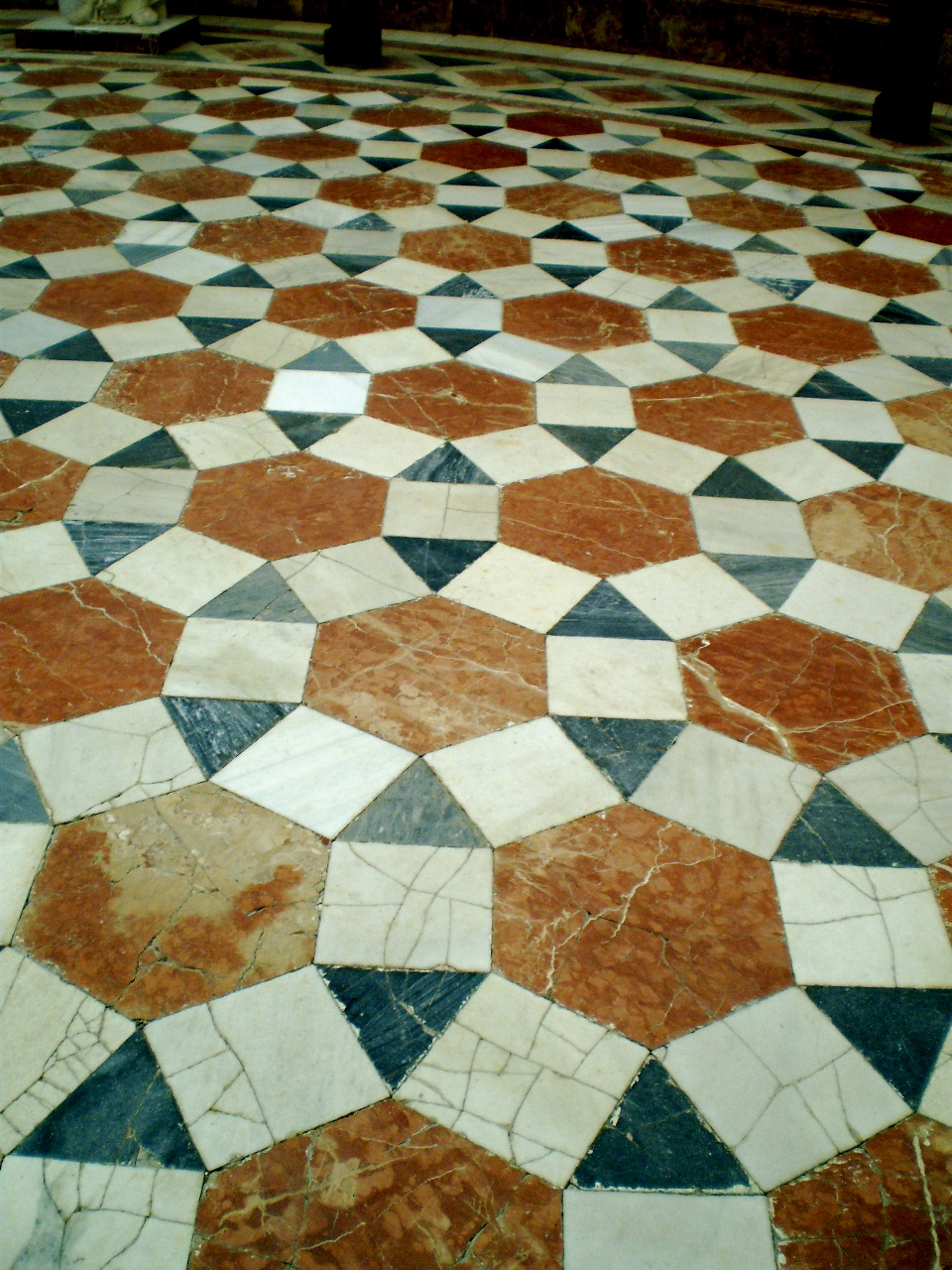
마름모 삼육각형 테셀레이션: 삼각형, 육각형, 사각형 프로토타일을 사용한 스페인의 세비야 고고학 박물관 테셀레이션

평면 테셀레이션이라고도 하는 2차원 테셀레이션은 기하학에서 타일을 빈틈없이 규칙에 맞게 평면을 채울 수 있는 배치 방법을 연구하는 주제이다. 규칙은 다양한데, 일반적으로 타일 사이에 빈틈이 없으며 한 타일의 꼭짓점이 다른 타일의 모서리와 닿아있지 않아야 한다. (벽돌로 담을 쌓는 식의 테셀레이션은 이 규칙을 만족하지 않는다.) 이 규칙을 만족하는 것 중에서도, 정규 타일링은 같은 모양의 정다각형, 모서리, 꼭짓점이 모든 타일에서 맞닿은 변을 사이에 두고 같은 각도를 이루고 있다. 이런 정규 테셀레이션을 만들 수 있는 다각형은 정삼각형, 정사각형, 정육각형밖에 없다. 세 가지 모양을 이어 붙이면 평면을 빈틈없이 무한히 채울 수 있다.
다른 조건에서도 여러 종류의 테셀레이션이 가능하다. 예를 들어 8종류의 준정규 타일링은 2가지 이상의 정다각형으로 만들어져 있지만 각 꼭짓점에 있는 다각형의 배치가 같다. 정규가 아닌 테셀레이션은 오각형, 폴리오미노 등 매우 다양한 모양으로도 가능하다. 화가 마우리츠 코르넬리스 에셔는 동물이나 자연물 같은 여러 모양의 타일로 정규가 아닌 테셀레이션을 많이 만든 것으로 유명하다. 타일의 모양에 따라 대비되는 색상을 사용하면 아름다운 무늬가 만들어지는데, 성당 바닥 등 표면을 장식할 때 쓰일 수 있다.

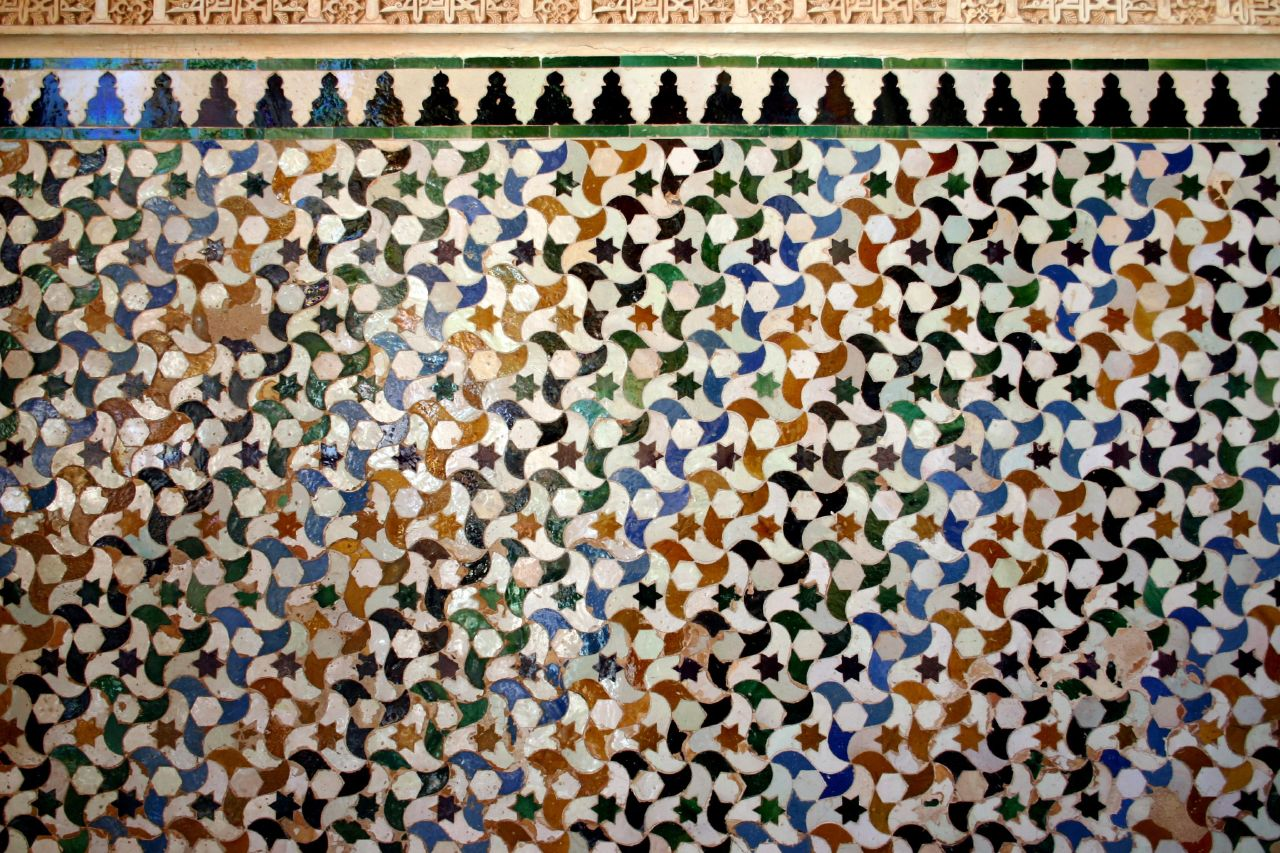
젤리지로 장식한 스페인 알람브라의 화려한 테셀레이션은 에셔의 눈에 띄었다.

더 일반적으로 테셀레이션은 유한한 닫힌 집합인 프로토타일에 규칙을 적용하여 유클리드 평면을 덮는 것이라고 정의할 수 있다. 이때 타일은 경계에서만 서로 만나야 하고, 다각형이든 어떤 모양이든 될 수 있다. 이때 테셀레이션 속 임의의 타일은 주어진 프로토타일 집합에 있는 모양 중 하나와 항상 합동이어야 한다. 어떤 도형이 테셀레이션에서 프로토타일에 포함될 때, 이 모양이 '테셀레이션한다' 또는 '평면을 타일링한다(채운다)'고 한다. 콘웨이 판정법은 도형이 주어졌을 때, 반사 대칭을 사용하지 않고 주기적 타일링을 만들 수 있는지 판정하기 위한 충분조건이 아닌 필요조건이다. 즉 이 판정법에 맞지 않는 타일이 평면을 채울 수도 있다. 어떤 모양이 주어졌을 때, 평면을 타일링할 수 있는지 판정하는 일반적인 규칙은 아직 발견되지 않았다. 이를 포함하여 테셀레이션에 관한 미해결 문제들이 많이 있다.
수학에서 테셀레이션을 유클리드 평면 이외의 공간으로도 확장할 수 있다. 다각형이나 다면체와 고차원에서 동등한 개념을 스위스의 지리학자 루트비히 슐레플리가 이를 처음 '폴리스킴'이라는 용어로 불렀지만, 이제 수학에서 다포체라고 한다. 슐레플리는 다포체를 쉽게 나타내기 위해 슐레플리 기호 표기법을 만들었다. 예를 들어 정삼각형과 정사각형의 슐레플리 기호는 {3}, {4}이다. 슐레플리 기호로 테셀레이션을 간단히 나타낼 수 있는데, 예를 들어 정육각형 테셀레이션은 한 꼭짓점에 3개의 정육각형이 있어서 {6,3}이라고 쓴다.
다각형 테셀레이션을 나타내는 다른 방법도 있다. 테셀레이션이 정다각형으로 이루어진 경우 가장 일반적으로 꼭짓점 배치 표기법을 사용하는데, 이는 한 꼭짓점 주위의 정다각형의 변 개수를 단순히 나열한 것이다. 정사각형 테셀레이션은 4.4.4.4 또는 44의 꼭짓점 배치가 있다. 정육각형 테셀레이션은 6.6.6 또는 63으로 표기한다.

## 수학

### 테셀레이션 소개
테셀레이션에서는 다양한 수학적 용어를 사용한다. 모서리는 맞닿은 두 타일이 만나는 선인데, 보통 곧은 선분이다. 꼭짓점은 3개 이상의 맞닿은 타일이 만나는 점을 말한다. 점추이 테셀레이션은 각 꼭짓점이 같은 테셀레이션을 말한다. 다시 말해서 각 꼭짓점에서 다각형의 배치가 같은 것이다. 기본역은 직사각형처럼 반복되어 테셀레이션을 만드는 모양을 말한다. 예를 들어 정사각형으로 평면을 채운 정사각형 타일링은 각 꼭짓점에 4개의 정사각형이 모인다.
다각형의 변이 타일의 모서리와 항상 일치하지 않아도 된다. 모서리 대 모서리 타일링(edge-to-edge tiling)은 맞닿은 타일이 한 변을 완전히 공유하는 다각형 테셀레이션이다. 그래서 변의 일부분만 공유하거나 2개 이상의 변을 공유하는 타일이 없다. 이 테셀레이션에서 다각형의 변과 타일의 모서리는 같다. 벽돌로 쌓은 유명한 테셀레이션은 각 직육각형 벽돌의 긴 변을 마주하는 두 벽돌과 공유하기 때문에 모서리 대 모서리 테셀레이션이 아니다.
일반적인 테셀레이션은 타일에 구멍이 뚫려 있지 않아 각 타일이 원판과 위상동형이다. 임의의 두 타일이 만나는 교집합은 연결 공간이거나 공집합이며, 모든 타일이 균등 유계 함수이다. 즉 테셀레이션 전체의 타일에 대해 내접원과 외접원 반지름 각각이 적용되며, 비정상적으로 길거나 얇은 타일은 조건에 맞지 않다.

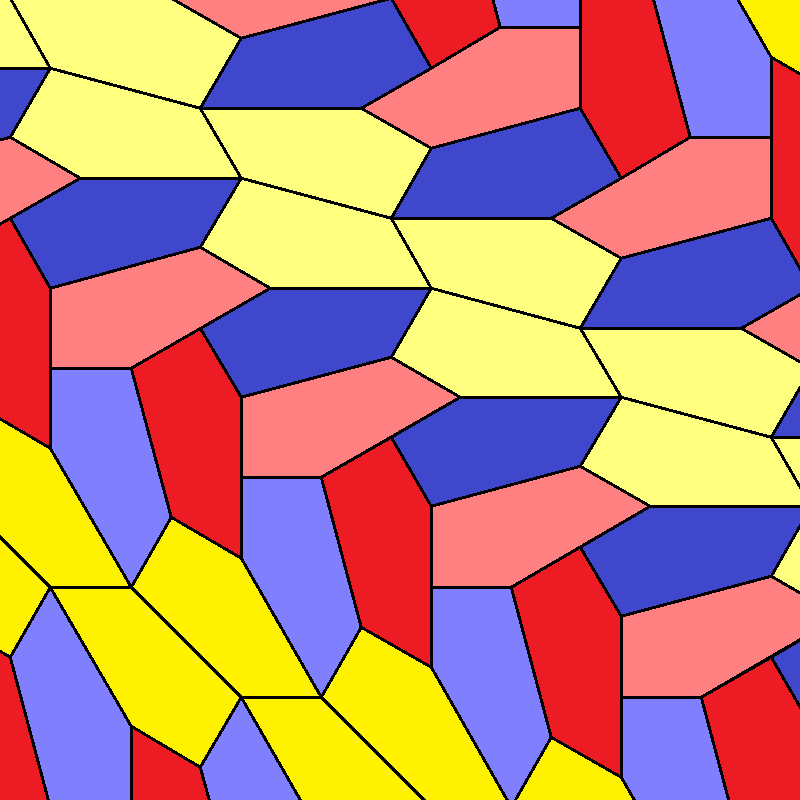
모서리 대 모서리 테셀레이션의 예시인 15번째 오목 일면 오각형 테셀레이션은 2015년에 발견되었다.

일면(一面, monoheral) 타일링은 모든 타일이 합동이고 프로토타일이 한 개뿐이다. 최초의 나선형 일면 타이링은 하인츠 포더베르크가 1936년에 발견했는데, 포더베르크 타일링의 기본 단위 타일은 볼록하지 않은 구각형이다. 한편 정오각형은  한 내각의 크기가 108°로 360°의 약수가 아니어서 유클리드 평면을 채울 수 없는데, 다마이클 D. 허쉬호른과 D. C. 헌트가 1985년 발표한 허쉬호른 타일링을 비롯하여 정오각형이 아닌 오각형을 이용한 일면 테셀레이션도 연구되었다.
면추이 테셀레이션은 일면 테셀레이션의 변형 중 하나로, 모든 타일이 같은 추이성 모임에 속하는 테셀레이션이다. 즉 모든 타일이 같은 프로토타일이 대칭군에서 변형되어 만들어진다. 프로토타일로 평면을 테셀레이션할 수 있지만 어느 테셀레이션도 면추이가 아닐 때, 그 프로토타일을 비추이적이라고 하며 비추이 테셀레이션을 만든다.

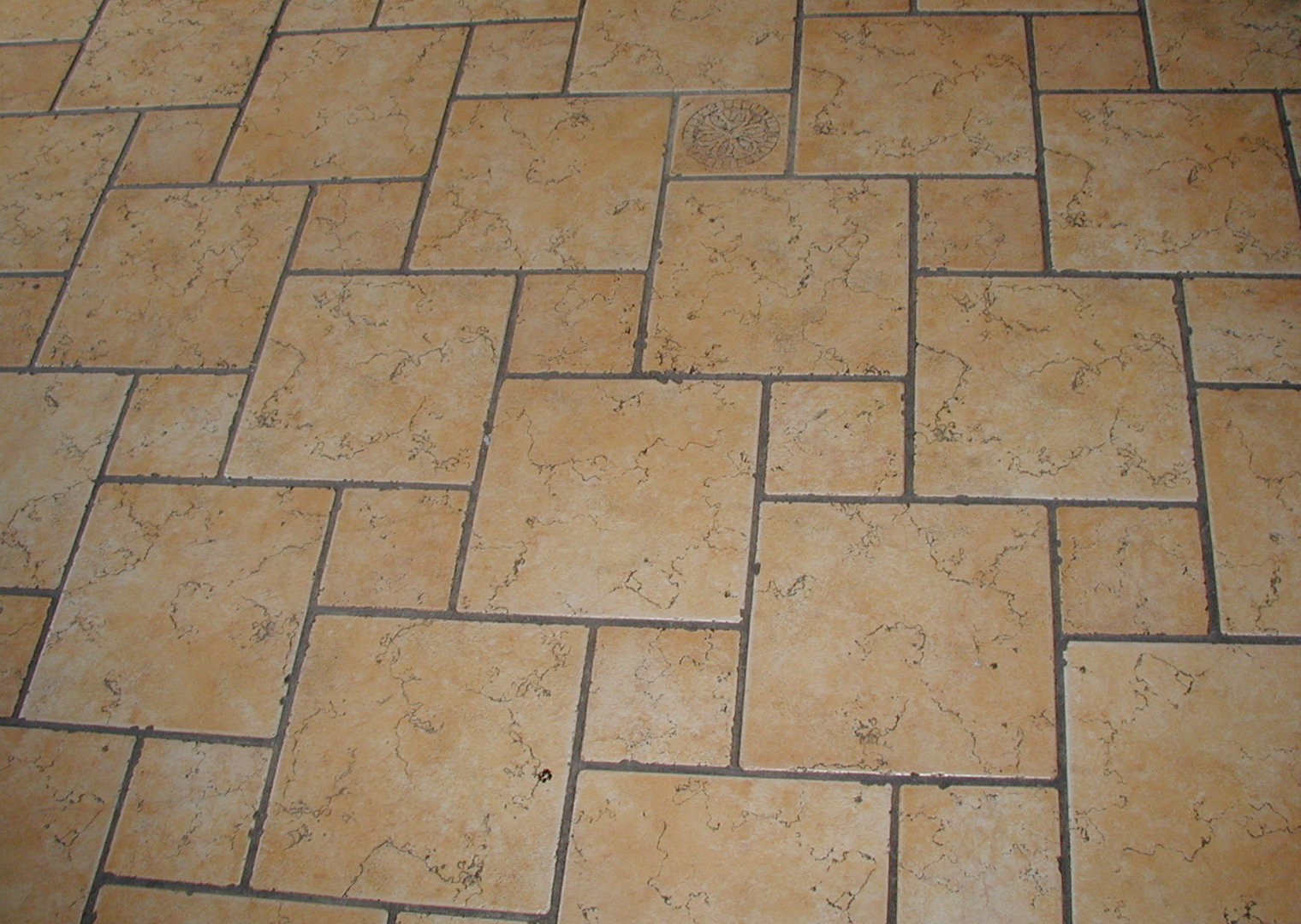
피타고라스 테셀레이션은
모서리 대 모서리 테셀레이션이 아니다.

정다각형 타일링은 정말 대칭적인데, 같은 모양의 정다각형들이 모서리 대 모서리 테셀레이션을 이룬다. 정삼각형, 정사각형, 정육각형으로 만든 3가지의 정규 테셀레이션이 있다. 세 개 모두 점추이이자 일면이다. 준정규 타일링은 둘 이상의 종류의 정다각형을 점추이 배치로 이용한 것이다. 8가지의 준정규 테셀레이션이 있다. (테셀레이션의 거울상을 포함하면 9개이다) 이것들을 꼭짓점 배치로 설명할 수 있는데, 예시로 정사각형과 정팔각형을  쓰는 준정규 테셀레이션은 꼭짓점 배치가 4.82(각 꼭짓점에 정사각형 1개와 정팔각형 2개)이다. 유클리드 평면에서 모서리 대 모서리가 아닌 다양한 테셀레이션이 있는데, 두 가지 크기의 정사각형이 쓰이고 각 정사각형은 크기가 다른 정사각형과 만나는 피타고라스 테셀레이션 집합이 있다. 모서리 테셀레이션은 각 타일이 반사 이동되어서 이웃하는 타일의 위치를 차지할 수 있다.

## 같이 보기
- 테세라
- 정다각형 타일링
- 벌집 (기하학)
- 마우리츠 코르넬리스 에셔
- 프로토타일

### 내용주
1. ↑  타일이 같다는 표현은 합동을 의미한다.
2. ↑  타일은 대부분의 경우 원판과 위상동형이어야 한다. 즉 구멍이 있거나, 직선이나 평면처럼 무한히 연장되는 부분이 있지 않아야 한다.[19]

### 참조주
1. ↑  《이토록 재미있는 수학이라니》. 미디어숲. 94쪽. ISBN 979-11-5874-079-5.
2. 1 2  Pickover, Clifford A. (2009). 《The Math Book: From Pythagoras to the 57th Dimension, 250 Milestones in the History of Mathematics》. Sterling. 372쪽. ISBN 978-1-4027-5796-9.
3. ↑  Dunbabin, Katherine M. D. (2006). 《Mosaics of the Greek and Roman world》. Cambridge University Press. 280쪽.
4. ↑  “The Brantingham Geometric Mosaics”. Hull City Council. 2008. 2015년 5월 26일에 확인함.
5. ↑  Field, Robert (1988). 《Geometric Patterns from Roman Mosaics》. Tarquin. ISBN 978-0-906-21263-9.
6. ↑  Kepler, Johannes (1619). 《Harmonices Mundi》 [Harmony of the Worlds].
7. 1 2 3  Gullberg 1997, 395쪽.
8. ↑  Stewart 2001, 13쪽.
9. ↑  Djidjev, Hristo; Potkonjak, Miodrag (2012). “Dynamic Coverage Problems in Sensor Networks” (PDF). Los Alamos National Laboratory. 2쪽. 2023년 4월 20일에 원본 문서 (PDF)에서 보존된 문서. 2013년 4월 6일에 확인함.
10. ↑  Fyodorov, Y. (1891). “Simmetrija na ploskosti [Symmetry in the plane]”. 《Zapiski Imperatorskogo Sant-Petersburgskogo Mineralogicheskogo Obshchestva [Proceedings of the Imperial St. Petersburg Mineralogical Society]》. 2 (러시아어) 28: 245–291.
11. ↑  Shubnikov, Alekseĭ Vasilʹevich; Belov, Nikolaĭ Vasilʹevich (1964). 《Colored Symmetry》. Macmillan.
12. ↑  Heesch, H.; Kienzle, O. (1963). 《Flächenschluss: System der Formen lückenlos aneinanderschliessender Flächteile》 (독일어). Springer.
13. ↑  〈Tessellate〉. 《Merriam-Webster Online》. 2015년 5월 26일에 확인함.
14. ↑  Conway, R.; Burgiel, H.; Goodman-Strauss, G. (2008). 《The Symmetries of Things》. Peters.
15. ↑  Coxeter 1973.
16. ↑  Cundy and Rollett (1961). 《Mathematical Models》 2판. Oxford. 61–62쪽.
17. ↑  Escher 1974, 11–12, 15–16쪽.
18. ↑  “Basilica di San Marco”. 《Section: Tessellated floor》. Basilica di San Marco. 2013년 4월 26일에 확인함.
19. 1 2 3 4 5 6  Grünbaum & Shephard 1987, 59쪽.
20. ↑  Schattschneider, Doris (September 1980). “Will It Tile? Try the Conway Criterion!”. 《Mathematics Magazine》. 53권 4호. 224–233쪽. doi:10.2307/2689617. JSTOR 2689617.
21. ↑  Coxeter, H. S. M. (1948). 《Regular Polytopes》. Methuen. 14, 69, 149쪽. ISBN 978-0-486-61480-9.
22. ↑  Weisstein, Eric Wolfgang. “Tessellation”. 《Wolfram MathWorld》 (영어). Wolfram Research.
23. ↑  Emmer, Michele; Schattschneider, Doris (2007년 5월 8일). 《M.C. Escher's Legacy: A Centennial Celebration》. Berlin Heidelberg: Springer. 325쪽. ISBN 978-3-540-28849-7.
24. 1 2  Horne, Clare E. (2000). 《Geometric Symmetry in Patterns and Tilings》. Woodhead Publishing. 172, 175쪽. ISBN 978-1-85573-492-0.
25. ↑  Dutch, Steven (1999년 7월 29일). “Some Special Radial and Spiral Tilings”. University of Wisconsin. 2013년 4월 4일에 원본 문서에서 보존된 문서. 2013년 4월 6일에 확인함.
26. ↑  Hirschhorn, M. D.; Hunt, D. C. (1985). “Equilateral convex pentagons which tile the plane”. 《Journal of Combinatorial Theory, Series A》 39 (1): 1–18. doi:10.1016/0097-3165(85)90078-0.
27. ↑  Weisstein, Eric Wolfgang. “Pentagon Tiling”. 《Wolfram MathWorld》 (영어). Wolfram Research.
28. ↑  Weisstein, Eric Wolfgang. “Regular Tessellations”. 《Wolfram MathWorld》 (영어). Wolfram Research.
29. ↑  Stewart 2001, 75쪽.
30. ↑  NRICH (Millennium Maths Project) (1997–2012). “Schläfli Tessellations”. University of Cambridge. 2013년 4월 26일에 확인함.
31. ↑  Wells, David (1991). 〈two squares tessellation〉. 《The Penguin Dictionary of Curious and Interesting Geometry》. New York: Penguin Books. 260–261쪽. ISBN 978-0-14-011813-1.
32. ↑  Kirby, Matthew; Umble, Ronald (2011). “Edge Tessellations and Stamp Folding Puzzles”. 《Mathematics Magazine》 84 (4): 283–89. doi:10.4169/math.mag.84.4.283. S2CID 123579388.